# Klarův ústav slepců
Klarův ústav slepců v Praze je instituce založená v roce 1807. Jako soukromý ústav pro vzdělávání nevidomých ho založil český filantrop a vysokoškolský učitel Alois Klar s podporou svého syna Pavla Aloise a jeho manželky Karolíny Marie.

## Historie

### Záměr

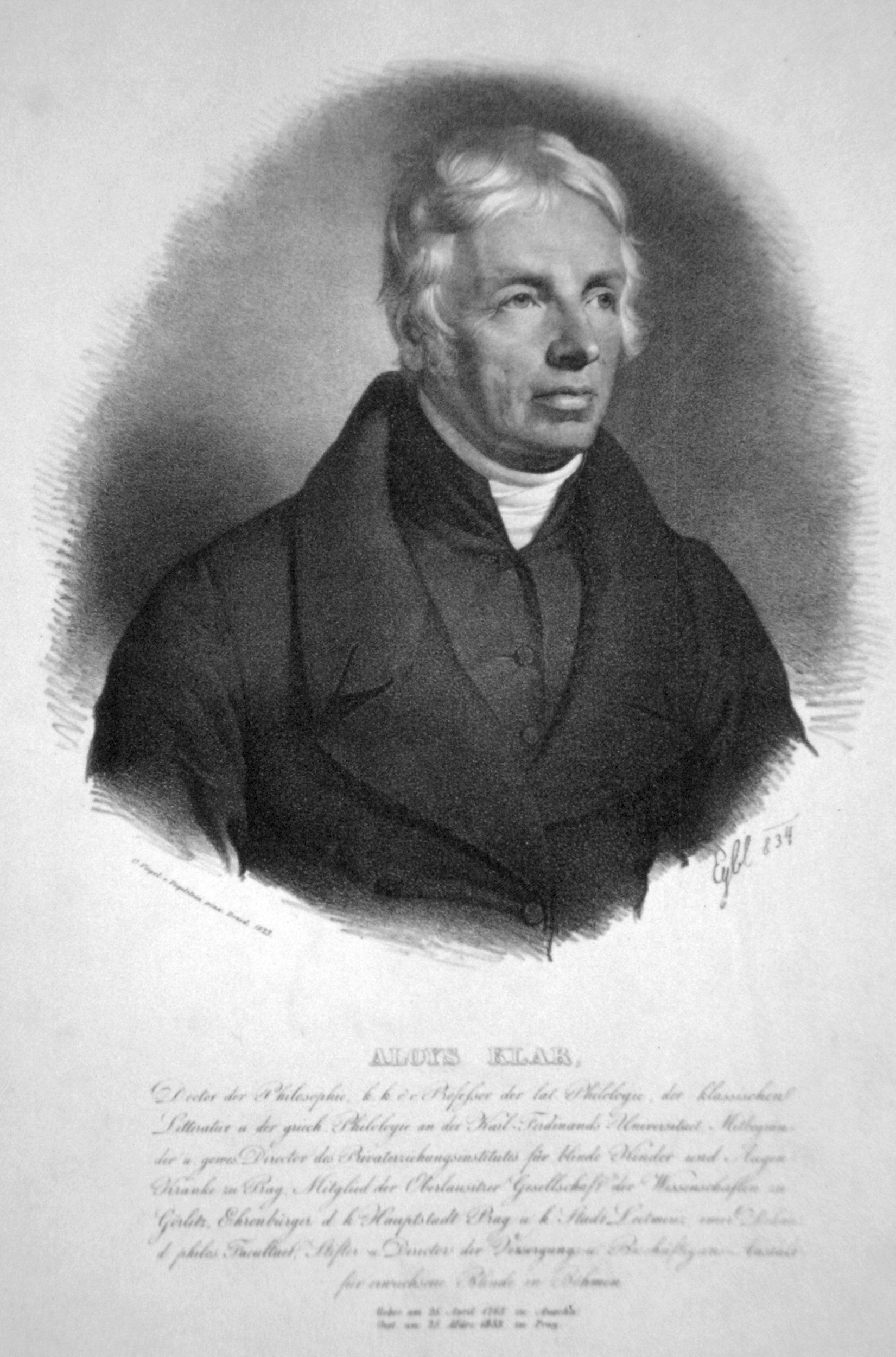
Alois Klar (1834)

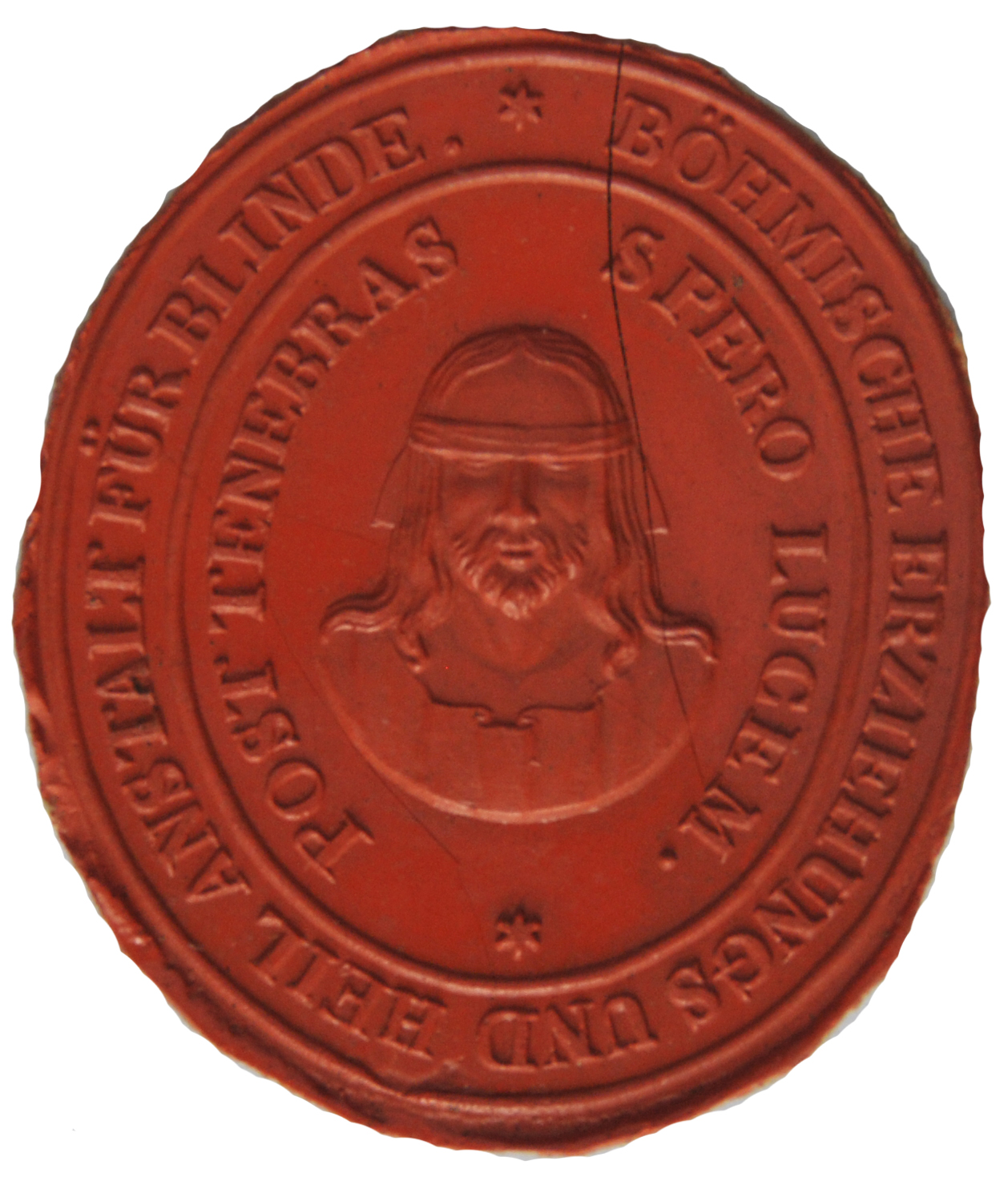
Pečeť ústavu slepců, Praha ~1840

Roku 1807 založil český filantrop a vysokoškolský učitel prof. Dr. Alois Klar spolu se svou manželkou Rosinou, synem Paulem Aloisem a jeho ženou Karolínou Marií, rozenou Vratislavovou z Mitrovic, soukromý Ústav pro slepé děti na Hradčanech a napsal jeho stanovy. Klarovým cílem bylo naučit nevidomé nějaké činnosti, kterou by se pak sami mohli živit, neboť v té době neexistovalo sociální zabezpečení a na tyto účely vydával značné částky, které plynuly z jeho literární činnosti.
Klar si uvědomoval, že „...i talentovaným musí pomoci hvězda štěstí při možnosti uplatnění“.

### Založení ústavu
Prvním ředitelem ústavu se stal guberniální rada a krajský hejtman Prokop rytíř von Platzer und Wohnsiedel, který tento ústav řídil po celých 17 let až do roku 1825. Po jeho smrti 19. července přešlo vedení na Aloise Klara, avšak neshody v předsednictvu, 1. prosince 1825, tuto funkci složil a dalších 17 let se podílel na správě ústavu a sám zde řídil vyučování, což byla tehdy činnost průkopnická.
Motivací k založení dalšího ústavu vedle Hradčanského, kde byl ředitelem, byly jeho názory: Nevidomý má být do ústavu umístěn ve svých osmi letech a odejít po vyučení, tj. ve 20 letech věku. Upozorňoval na to, že chovanci si v ústavu zvyknou na určitou životní úroveň, kterou potom nemají. Jeho snaha proto směřovala k založení pracovního ústavu pro nevidomé nad 50 let. V tomto úsilí se utvrdil zvláště po otevření podobného ústavu J. W. Kleinem ve Vídni roku 1829. Prostudoval statuty několika ústavů, jelikož si byl vědom toho, že nemůže vycházet pouze ze svých zkušeností.
Na jaře roku 1832 obdržel od císařovny peněžitý dar. Ihned tuto událost uveřejnil v časopisu Prager Presse, aby podnítil také další dárce. Sám šel příkladem, když ze svých finančních prostředků přispěl značnou částkou. Protože měl schopnost strhnout svým zápalem pro věc, podařilo se mu ústav s velkou slávou otevřít již 4. října 1832. Zahájení se zúčastnila pražská honorace. Slavnostně bylo přivedeno prvních pět svátečně oblečených chovanců. Při této příležitosti přednesli své oslavné básně dva pražští básníci.
Problémy se však objevily při vyhledávání vhodné budovy. Císař Ferdinand věnoval domek Na Brusce, nedaleko Opyše na Pražském hradě, který však byl příliš malý. Pozemek využil pro ústavní zahradu. Pronajal si proto raději bývalý Hrzánský palác na Velkopřevorském náměstí na Malé Straně, který byl v té době volný. Pouze čas od času byl používaný jako lazaret pro pacienty postižené morem apod. Budova však nebyla v dobrém stavu a vyžadovala neustálé stavební úpravy. Ústav bylo třeba vybavit nezbytným nábytkem a zařízením, což Klara značně vyčerpávalo.
Další potíže nastaly při vyhledávání zaměstnávání pro dospělé chovance. Zpočátku to bylo pouze předení a pletení.
Roku 1832 založil Alois Klar nový Ústav pro zaopatřování a zaměstnání dospělých slepců v Čechách a získal pro něj darem od císaře Františka I. pozemek na dnešním Klárově. Tímto pozemkem protékal potok Brusnice, který v té době ještě nebyl sveden do podzemního koryta a pro podmáčené podloží bylo nutné vykopat základy až 7,5 metrů do hloubky pod úroveň vltavského dna a za použití pilotáže. Pozemek s tokem Brusnice byl vybrán i pro údajnou ozdravnou sílu jeho vody. Proto také kaple, vybudovaná na tomto pozemku, nesla jméno světce archanděla Rafaela, v kterém je znázorněn biblický výjev, kdy Tobiáš natírá svému slepému otci oči zázračnou mastí z rybích jater, kterou připravil archanděl Rafael, a tím mu vrací zrak.
Budova na obdélném půdorysu se zahradou a velkou kaplí archanděla Rafaela se sanktusovou věžičkou byla postavena podle projektu architektů Vincence Kulhánka a Josefa Krannera už po Klarově smrti v letech 1836–1844 péčí Klárova syna Pavla Aloise Klara a její výzdoba dokončena v letech 1884–1885 jeho vnukem Rudolfem Mariou Klárem. Reliéf v tympanonu na štítu budovy znázorňuje příběh z biblické Knihy Tobijáš (Tob 11,4-13): Tobiáš uzdravuje slepého otce Tobita a vytvořil jej Josef Max. Vedle budovy na Klárově k ústavu patřila ještě sousední budova s bazénem se vstupem naproti Úřadu vlády (roh ulice U Bruských kasáren a nábřeží Edvarda Beneše), které je v současnosti (2025) již několik let prázdná a chátrá.

### Kaple sv. archanděla Rafaela

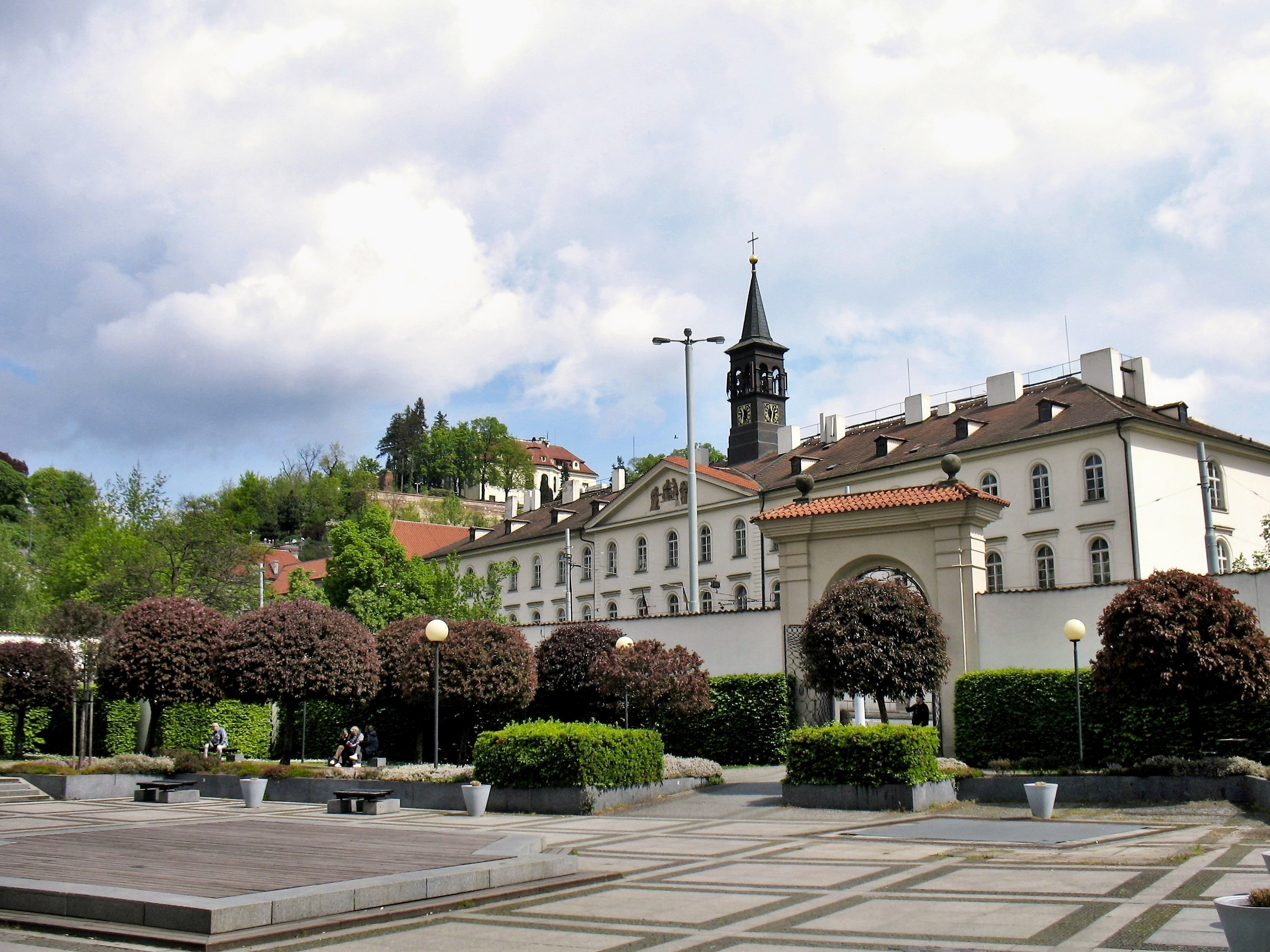
Pohled od stanice metra Malostranská, v pozadí Kramářova vila

Kaple byla vystavěna podle projektu Josefa Krannera a vysvěcena roku 1838. Cenné fresky v apsidě představují Krista Soudce mezi Pannou Marií a sv. Janem, v prvním travé od oltáře na severní stěně Kristovo dětství, které namaloval František Sequens, na jižní stěně Ukřižování od Emanuela Krescence Lišky, za nimi Vzkříšení, které namaloval Vojtěch Bartoněk podle předlohy Antonína Lhoty. Antonín Lhota namaloval Nanebevstoupení Páně. Nad varhanami je vymalována sv. Cecílie a anděl s harfou. Autorství je nejisté, podle Pocheho vše v roce 1844 maloval Antonín Lhota, pamětní spis ústavu se zmiňuje o Antonu Wildovi. Mozaiky podle kartonů Josefa Führicha provedli Vilém Kandler a Antonín Lhota. Sochu archanděla Rafaela na hlavní oltář provedl Josef Max z carrarského mramoru, po zrušení kaple kolem roku 1955 byla přenesena do depozitáře Národní galerie v Praze. Oltářní obraz sv. Josefa dodal již roku 1817 pro kapli předchozí hradčanské budovy Ferdinand von Lütgendorff-Leinburg. Oltář se svatostánkem a kazatelnu navrhl Bedřich Wachsmann. Protějškové busty zakladatelů Aloise a Rosiny Klarových z carrarského mramoru do nik po stranách lodi vytvořili roku 1842 v Římě Emanuel Max a jeho žák Josef Kamil Alois Böhm. Busty Pavla Klára a jeho ženy Karolíny byly osazeny rovněž proti sobě po stranách lodi, ale až u kruchty.
Kámen před hlavním oltářem kryje vstup do krypty, v níž jsou Alois a Rosina Klárovi pohřbeni. Jejich ostatky tam byly přeneseny rodinné hrobky na Břevnovském hřbitově.

### Současnost
Budova sloužila slepcům až do poloviny 20. století, pak ji převzal Plánovací úřad a další instituce. Od roku 1993 zde má své sídlo Česká geologická služba. Podrobné informace o Klárově ústavu obsahuje monografie Petra Maděry: Klárov.